# Туполєв (конструкторське бюро)

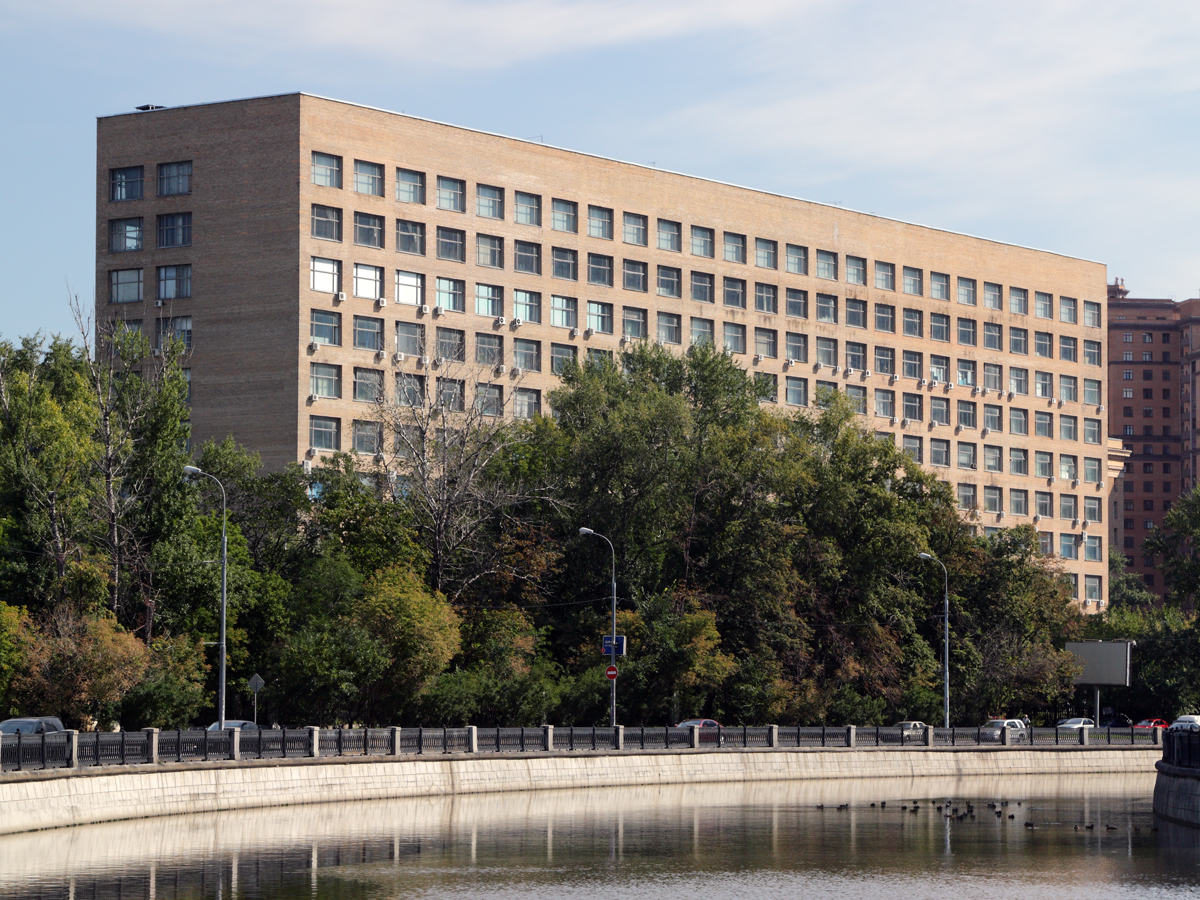
Набережна Академіка Туполєва, д. 17 — основна будівля ПАТ «Туполєв» у Москві

КБ Туполєва — радянське, сьогодні — російське, авіаційне конструкторське бюро. Засноване 1922 року і назване на честь його засновника і генерального конструктора протягом 1922—1973 рр. Андрія Туполєва. З 1999 року є частиною ВАТ «Туполєв», яка є дочірньою компанією ВАТ «Об'єднана авіабудівна корпорація». Всього організацією розроблено понад 300 проєктів різних типів літальних апаратів, малих суден та аеросаней. 100 проєктів були реалізовані в металі, а понад 50 перебували в серійному виробництві. Випущено понад 18 тисяч літаків.
ПАТ «Туполєв» займається розробкою, виробництвом, випробуванням, ремонтом і підтриманням льотної придатності авіаційної техніки. В даний час основними напрямками діяльності компанії є просування на ринок модернізованого літака Ту-204СМ, а також постачання замовникам спеціальних модифікацій літака Ту-214. Триває модернізація експлуатація і розробка нових авіаційних ударних комплексів. З 2009 року ведуться роботи зі створення перспективного авіаційного комплексу дальньої авіації (ПАК ДА).

## Історія
Створенню всесвітньо відомого конструкторського бюро передувало бурхливе зростання в Росії інтересу до проблем повітроплавання і авіації. Яскравим втіленням цього стали роботи Миколи Єгоровича Жуковського. У 1909 році в Імператорському технічному училищі Жуковський почав читати курс лекцій «Повітроплавання» і керувати студентським повітроплавальним гуртком. Серед слухачів лекцій великого вченого і членів гуртка неабиякими здібностями і тягою до всього нового в галузі авіації виділявся студент Андрій Миколайович Туполєв.
Жуковський і його учні (першим з них Туполев), спираючись на досвід своєї наукової і практичної роботи, опанування науковим прогнозуванням, зрозуміли, що подальший розвиток літакобудування неможливо без організації науково-дослідної бази. Так виникла ідея створення наукового аерогідродинамічного інституту. З пропозицією про його організації Жуковський і Туполєв звернулися в ВРНГ до завідувача Науково-технічним відділом (НТО) Н. П. Горбунова. Ідея створення інституту була підтримана в. І. Леніним. Так, в грудні 1918 року почав свою діяльність єдиний у своєму роді галузевий інститут — наукова база літакобудування — Центральний аерогідродинамічний інститут (ЦАГІ).
Інститут очолив М. Е. Жуковський (голова колегії), а його першим помічником і одночасно начальником авіаційного відділу став А.М. Туполєв. Він відразу взяв у свої руки організацію Інституту, втілюючи в життя ідеї Жуковкого. Як наслідок, створюється інститут, здатний не тільки давати наукові рекомендації, але і безпосередньо керувати розвитком галузі. З самого початку в ЦАГІ розвивалися різні науки: про легкі авіаційні сплави, їх корозію та захист від неї; про авіаційні мотори; про міцності авіаційних конструкцій; про методику льотних випробувань і багато інших. Згодом деякі з цих наукових напрямів успішно продовжили свій розвиток у спеціалізованих інститутах, таких як Всесоюзний інститут авіаційних матеріалів (ВІАМ), Центральний інститут авіаційного моторобудування (ЦІАМ), Льотно-дослідний інститут (ЛДІ).
На початку грудня 1918 року в ЦАГІ був утворений авіаційний відділ, що по суті стало початком спільної діяльності інженерів під керівництвом А.М. Туполєва. Однак цей колектив ще не можна було вважати конструкторських бюро.
Після смерті М. Е. Жуковського А.М. Туполєв з С. А. Чаплигіним, який очолив колегію Інституту, продовжує роботу по дальшому розширенню і розвитку ЦАГІ. Паралельно з головною, конструкторською діяльністю він активно бере участь у створенні експериментальної бази. Найбільша в світі по тим часам аеродинамічна труба Т1 — ТП була побудована за схемою, розробленою Туполєвим ще в 1915 році. За його ініціативи створено дослідний басейн-гідроканал, лабораторія статичних випробувань авіаційних конструкцій, відділ експлуатації, льотних випробувань і доведення літаків (ОЭЛИД) та інші підрозділи. До останніх днів життя Туполєв брав активну участь в розвитку експериментальних баз ЦАГІ і інших інститутів, покликаних вирішувати завдання літакобудування.

### 1920-ті роки
В роки громадянської війни Червоної Армії потрібні були самохідні засоби, здатні пересуватися по глибокому снігу і перевозити бійців з озброєнням. Рада Праці і Оборони (СТО) запропонувала ЦАГІ побудувати аеросани для потреб Червоної Армії. Колегія ЦАГІ прийняла замовлення.
А.М. Туполєв, повернувшись у 1921 році після хвороби в авіаційний відділ ЦАГІ, самостійно став наполегливо впроваджувати металеві елементи в конструкцію розроблених аеросаней. Своїми розрахунками він довів, що при цьому знижується їхня вага на 20-30 % і підвищується надійність. Застосування змішаної конструкції аеросаней повністю себе виправдало. На шести санях, побудованих ще в 1919—1920 роках, встановили металеві лижі. Вони виявилися надійними, і сани з ними успішно експлуатувалися. Надалі Туполєв приступив до будівництва суцільнометалевих аеросаней, вирішуючи одночасно завдання, які стоять перед комісією з суцільнометалевому літакобудування.
Вважаючи актуальним створення суцільнометалевих гідролітаків, А.М. Туполєв приступив до виконання таких складних завдань, як боротьба з корозією металу на алюмінієвій основі під впливом морської води та розробка технології водонепроникних сполук (швів).
У жовтні 1921 року під керівництвом Туполєва почалося будівництво першого дерев'яного глісера ГАНТ-1 для чотирьох пасажирів. Його спроєктували за традиційною схемою для малих дерев'яних суден. У листопаді того ж року Туполєв сам провів на Москва-річці випробування глісера, оснащеного двигуном «Ізотта-Фраскіні» потужністю 260 к. с. з гребним гвинтом.
Випробування підтвердили правильність розрахунків конструкторів, після чого можна було приступати до розробки глісерів з кольчугалюмінію. Споруда аеросаней і глісерів давала можливість конструкторам порівняно швидко вивчити поведінку в природних умовах конструкцій, подібних літаковим, освоїти гвинтомоторні установки та інші окремі складні вузли, а також всебічно випробувати новий матеріал — кольчугалюміній.
Пізніше були побудовані перший суцільнометалевий річковий глісер ГАНТ-2, перший в країні торпедний катер ГАНТ-3, потім ГАНТ-4 і ГАНТ-5 (Р-5).
У жовтні 1922 року Вища Рада Народного Господарства (ВРНГ) за пропозицією Держпромкольормету, що спирався на роботи авіаційного відділу ЦАГІ, ухвалив рішення про утворення комісії з будівництва металевих літаків під головуванням А.М. Туполєва. Пізніше, напередодні святкування 25-річчя КБ, сам Туполєв запропонував вважати датою утворення конструкторського бюро 22 жовтня 1922 року.
Ставши головою комісії з металевого літакобудування, А.М. Туполєв домігся розгортання в країні виробництва кольчугалюмінію і літакових напівфабрикатів на спеціальних металургійних заводах.

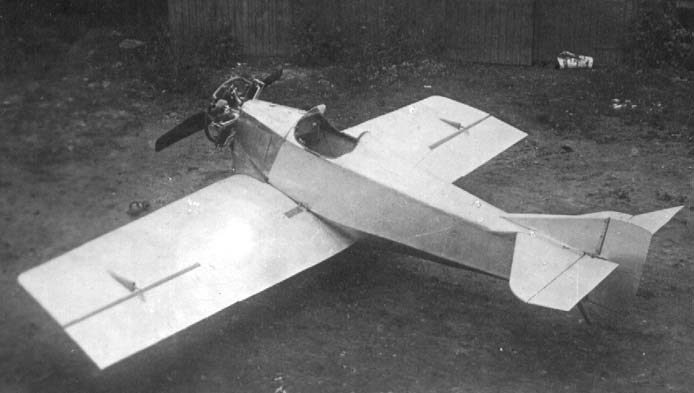
АНТ-1

Ще в квітні 1922 року в авіаційному відділі ЦАГІ під керівництвом Туполєва почали проєктувати одномісний літак АНТ-1. Це був маленький спортивний вільнонесучий моноплан змішаної конструкції — як перші аеросани і як перший глісер. 21 жовтня 1923 року відбувся перший політ АНТ-1 — таким чином відбулося повітряне хрещення першого літака конструкції А.М. Туполєва.
Досвід, накопичений авіаційним відділом при проєктуванні аеросаней, глісерів і елементів літакових конструкцій, дозволили Туполєву і його соратникам створити свій перший суцільнометалевий літак АНТ-2. 26 травня 1924 року льотчик Н. В. Петров підняв літак у повітря.
А.М. Туполєв так писав про першому вильоті АНТ-2:
У 1925 році було завершено будівництво чергового літака Туполєва — двомісного розвідника АНТ-3 (Р-3). За освоєної серійної технології було побудовано близько 100 екземплярів Р-3 (АНТ-3). З цього літака почалося міжнародне визнання конструкторського бюро А.М. Туполєва і ЦАГІ. Після тріумфальних польотів АНТ-3 по Європі і Японії світ дізнався, що в СРСР вміють будувати літаки з металу.
Незабаром Туполєв створив двомоторний бомбардувальник АНТ-4 за прийнятою ним вільнонесучою (без розчалок і підкосів) монопланною схемою з товстим профілем крила і завантаженням його двигунами і паливом. Вперше у світовій практиці А. Н. Туполєв не тільки науково обґрунтував раціональність схеми вільнонесучого суцільнометалевого моноплана з профілем крила великої будівельної висоти, з двигунами, розташованими в носку крила, але і створив такий літак, який не мав аналогів. Ця схема через десять років стала панівною в важкої авіації світу, як найкраща з аеродинамічної точки зору.
Першим пасажирським літаком Туполєва став тримоторний АНТ-9, який був розрахований на перевезення дев'яти пасажирів. На одному з серійних АНТ-9, названому «Крила Рад», був здійснений великий переліт з вісьмома пасажирами за маршрутом Москва-Берлін-Париж-Рим-Марсель-Лондон-Париж-Берлін-Москва. Підсумки перельоту показали, що АНТ-9 — першокласний літак, здатний конкурувати з найкращими іноземними машинами свого класу. Один з найстаріших авіаційних журналів Flight писав про АНТ-9: «Літак робить честь конструкторам і Радянської Росії».

### 1930-ті роки
Логічним розвитком напрямки АНТ-4 і розвідника АНТ-7 стало створення важкого бомбардувальника АНТ-6 (ТБ-3) — першого в світі масового чотиримоторного літака стратегічного призначення. Головна ідея, покладена А.М. Туполєвим в основу забезпечення ефективності важких літаків, полягала в розвантаженні крила і застосуванні товстого профілю. Ця ідея знайшла втілення в конструкції АНТ-6. Подібних літаків в той час ще ніде не будували. АНТ-6 успішно пройшов льотні випробування і був запущений в серійне виробництво. Всього в період з 1932 по 1937 роки було побудовано 818 літаків, частина яких пізніше взяла участь у Другій Світовій війні.
У 1932 році був введений в експлуатацію Завод Дослідних Конструкцій (ЗОК), одночасно КБ переїхало у нову будівлю КОСОС — Конструкторського відділу сектору дослідного літакобудування (будинок № 24 по вулиці Радіо). До 1935 року склалася досить струнка структура проєктних підрозділів КБ з чітким розподілом робіт між ними за різними напрямами їх діяльності. Окремі бригади очолювали найближчі колеги А.М. Туполєва: В. М. Петляков, І. В. Погосский, А. П. Голубков, П. О. Сухий, А. А. Архангельський, В. М. Мясищев та інші конструктори, імена яких назавжди увійшли в історію вітчизняного і світового літакобудування.

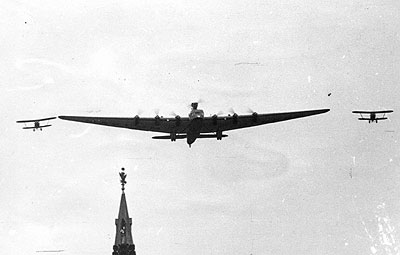
АНТ-20 «Максим Горький» над Червоною площею

Наприкінці 1932 року відзначалося 40-річчя літературної діяльності О.М. Горького. Редактор журналу «Огонек», відомий журналіст Михайло Кольцов запропонував на честь Горького побудувати величезний, небачений на ті часи агітаційний літак, літак-гігант. Почався збір коштів, трудящі країни внесли на будівництво літака-гіганта шість мільйонів рублів (величезна сума на ті часи). Перший політ АНТ-20 відбувся 17 червня 1934 року. Літак оснащений вісьмома двигунами АМ-34ФРН і мав злітну масу 42 тонни. На літаку встановлювалися автоматична телефонна станція, пневмопошта, фотолабораторія, центральна електрична станція та інше обладнання. Вперше в історії авіації на літаку був застосований змінний струм в 120 вольт — до цього електросистеми всіх літаків живилися постійним струмом.
22 червня 1933 року відбувся перший політ літака АНТ-25 (РД). На ньому застосували забірні шасі, закриті ліхтарі кабіни екіпажу, гладку обшивку фюзеляжу і зализи крила з фюзеляжем, що зменшували аеродинамічний опір. На АНТ-25 виконано низку рекордних польотів, у тому числі знамениті перельоти через Північний полюс в Америку екіпажами Чкалова і Громова.
У 1936 році А.М. Туполєв призначений першим заступником начальника та головним інженером головного управління авіаційної промисловості Наркомтяжпрома. Одночасно Туполєв очолив виділене з системи ЦАГІ конструкторське бюро разом із Заводом Дослідних Конструкцій, який потім був перейменований у завод № 156 у системі НКТП, а потім в НКАП.
А.М. Туполєв був необґрунтовано репресований і в 1937—1941 роках разом з багатьма своїми соратниками, перебуваючи в ув'язненні, працював в ЦКБ-29 НКВД, де був одним з чотирьох головних конструкторів. В цей час був створений фронтовий бомбардувальник «103» (Ту-2). З весни 1939 року в системі ОТБ НКВС сформувався той кістяк фірми «Ту», яким вітчизняна авіація багато в чому зобов'язана повоєнними успіхами в області важкого і, насамперед важкого реактивного літакобудування.

### 1940-і роки
Всі 1418 днів Великої Вітчизняної війни екіпажі частин ВПС Червоної Армії билися на літаках, створених під керівництвом А.М. Туполєва. В боях використовувалися як військові, так і цивільні літаки, що будувалися великими і малими серіями. Всього у війні брало участь близько 5000 літаків АНТ і Ту.
В ході Великої Вітчизняної війни керівництво країни поставило перед колективом Туполєва нову масштабне завдання: спроєктувати і побудувати за короткий період дальній швидкісний бомбардувальник, льотно-технічні дані якого не поступалися б серійного американському бомбардувальнику B-29 «Суперфортресс». КБ підготувало свій оригінальний проєкт (літак «64»). Однак його швидке створення через відставання вітчизняної авіаційної промисловості по багатьом позиціям, особливо в області проєктування новітніх авіаційних систем і обладнання, було вельми проблематично. На тривалі опрацювання, експерименти і доведення часу не було — починався період «Холодної війни». Країні потрібен сучасний стратегічний авіаційний носій, у тому числі надійний носій ядерних боєприпасів. Тому урядом було ухвалено рішення скопіювати інтерновані B-29, потрапили в СРСР після вимушених посадок на Далекому Сході в ході нальотів американських на Північно-Східний Китай і Японію. У найкоротші терміни, всього за півтора року туполєвський колектив разом зі всією авіаційною промисловістю і суміжними галузями зумів підготувати і розгорнути серійне виробництво копії-аналога B-29 — Ту-4.
Ту-4 будувались у великій серії на трьох заводах аж до 1953 року. Всього радянська авіаційна промисловість збудувала для ВПС більше 1200 таких літаків. Програма будівництва і освоєння Ту-4 допомогла здійснити потужний ривок у розвитку вітчизняних технологій в області літакобудування, особливо в області авіаційного обладнання і спеціалізованих літакових систем.
Розвиваючи закладені в Ту-4 ідеї, КБ створило досвідчені стратегічні поршневі літаки: далекий Ту-80 і міжконтинентальний Ту-85, який став одним з найкращих серед міжконтинентальних поршневих бомбардувальників.
У 1945 році в ОКБ А.М. Туполєва почалися роботи з вивчення можливості створення літаків з турбореактивними двигунами. У 1946 році були розроблені перші компонування, а в 1947 році злетів перший літак КБ, оснащений ТРД — «77» (Ту-12).

### 1950-ті роки

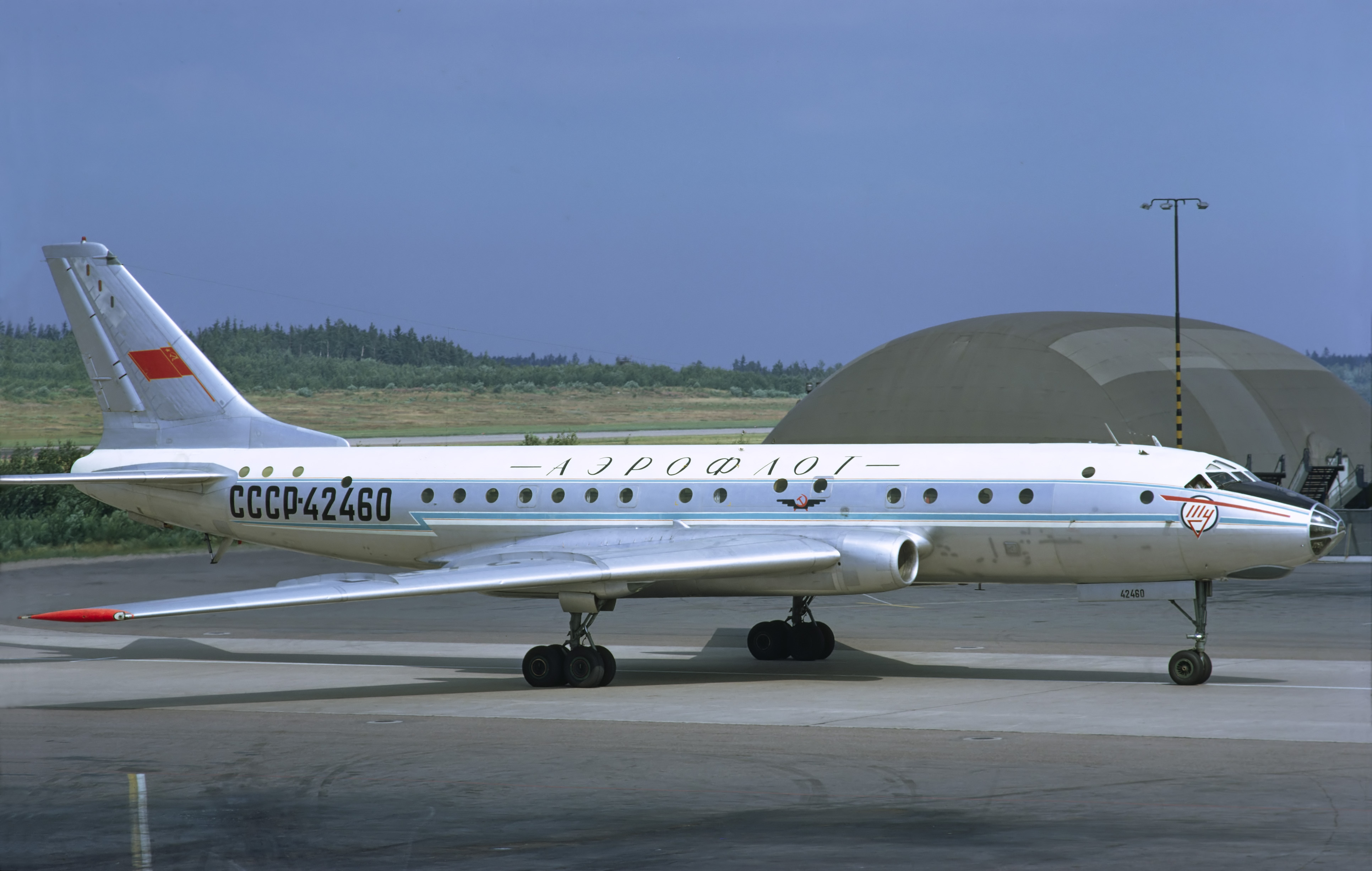
Ту-104Б

До початку 1950-х років міжнародна політична обстановка привела до необхідності створення швидкісного стратегічного бомбардувальника з дальністю польоту не менше 15 000 км. Попередні розрахунки показали, що з застосуванням ТРД досягти такої дальності не вдасться. Тому було ухвалено рішення про створення нового бомбардувальника з турбогвинтовими двигунами і співвісними повітряними гвинтами.
Всього за вісім місяців були розроблені креслення, а ще через шість місяців гігантський літак поступив на льотні випробування. З моменту початку випуску робочих креслень до його першого польоту пройшло менше півтора років. 11 листопада 1952 року сверхдальний бомбардувальник Ту-95 був піднятий у повітря екіпажем льотчика-випробувача А. Д. Перельота.
Практично одночасно з проєктуванням Ту-95 почалася розробка далекого реактивного бомбардувальника. Активну участь у цій роботі брав син А.М. Туполєва Олексій, який прийшов в КБ після закінчення МАІ. Зокрема, він займався розвитком своїх студентських проробок компонування двигунів за міделем крила з повітрозабірниками, що проходять через конструкцію крила. Така компоновка обіцяла мінімальний аеродинамічний опір силової установки.
Літак «88», що отримав серійне позначення Ту-16, було піднято в повітря 27 квітня 1952 року. Ту-16 випускався в декількох основних модифікаціях — бомбардувальника, ракетоносця, торпедоносця-бомбардувальника, розвідника, літаків радіоелектронної протидії з різними системами цільового обладнання. За 50 років перебування в строю Ту-16 неодноразово модернізувався за складом озброєння і устаткування. Ту-16 літав також у складі ВПС Єгипту, Іраку та Китаю. Модифікації Ту-16, виробленого за ліцензією під назвою H-6, досі перебувають на озброєнні ВПС і ВМФ Китаю.
А.М. Туполєв ще в 1952 році, усвідомлюючи необхідність мати величезною територією країні можливість швидкого пересування, зрозумів необхідність створення реактивних пасажирських літаків. Туполєв зміг переконати керівництво авіапрому в простоті реалізації побудови пасажирського лайнера на базі військового літака Ту-16: змінювався фюзеляж, решта запозичалося з вже відпрацьованої машини. Літак, що отримав позначення Ту-104, став першим радянським реактивним пасажирським літаком. Перший політ досвідченого Ту-104 екіпаж Ю. Т. Алашеєва виконав 17 червня 1955 року, а вже 15 вересня 1956 року рейсом серійного літака Москва — Омськ — Іркутськ було покладено початок регулярному повітряному сполученню на реактивних літаках.
Ще до початку експлуатації Ту-104 постало питання про створення пасажирського літака для безпосадочного польоту з Москви на Далекий Схід, а також про перспективність польотів з Москви в США і Японію. Це спонукало А.М. Туполєва вийти з пропозицією про розробку далекомагістрального пасажирського лайнера на базі бомбардувальника Ту-95. Ту-114 спроєктували і побудували менше ніж за два роки, 15 листопада 1957 року екіпаж льотчика-випробувача А. П. Якимова підняв його в повітря.
Ту-114 ефективно експлуатувався як на внутрішніх, так і міжнародних лініях — за 10 років авіалайнери перевезли 130 мільйонів пасажирів. Літак був удостоєний Гран-прі на всесвітній виставці в Брюсселі в 1958 році. Міжнародна авіаційна федерація (ФАІ) нагородила А.М. Туполєва Великою золотою медаллю, присуджується «За найбільші досягнення в області дослідження, розробки та створення літальних апаратів».
З 1955 року в КБ проводились роботи по бомбардувальниках з ядерною силовою установкою (ЯСУ). Після польотів літаючої лабораторії Ту-95ЛАЛ планувалося створення експериментального літака Ту-119 з ЯСУ і надзвукових бомбардувальників «120».
В грудні 1956 року А.М. Туполєву було присвоєно звання Генерального конструктора авіаційної промисловості СРСР.
Для освоєння нового перспективного напрямку в 1956—1957 роках в КБ було створено підрозділ «К», завданням якого стала розробка безпілотних літальних апаратів. Були розроблені крилаті ракети «121», «123», ЗУР «131», а також велися роботи по плануючому гіперзвуковому апарату «130» і ракетоплану «136» («Звезда»).
По тематиці дальнього надзвукового бомбардувальника ОКБ працювало над створенням літака Ту-22. 21 червня 1958 року пішов у перший політ прототип майбутньої надзвукової заміни Ту-16 — дослідний літак «105». Після кількох років надскладних випробувань і доводок розпочалось повномасштабне виробництво і освоєння в частинах серійного літака Ту-22.

### 1960-ті роки

Емблема «Ту» — відомий у багатьох країнах світу символ КБ Туполєва

Успішний досвід експлуатації Ту-104 на лініях середньої протяжності дозволив перейти до проєктування реактивного пасажирського літака для трас порівняно малої протяжності. Роботи по новому Ту-124 просувалися швидко, і вже в 1960 році почалися випробування дослідної машини, а восени 1962 року літак вийшов на регулярні пасажирські траси. На Ту-124 вперше у світі для пасажирських літаків були застосовані двоконтурні турбореактивні двигуни (ТРДД). Літак поставлявся за кордон, і експлуатувався до початку 90-х років минулого століття
Безпосереднім розвитком Ту-124 став близькомагістральний пасажирський літак Ту-134. На відміну від Ту-124 для Ту-134 була обрана схема розміщення ТРДД в хвостовій частині фюзеляжу на пілонах. У 1963 році почалися випробування прототипу Ту-124А. Через три роки злетіла перша серійна машина, а ще через рік почалася регулярна експлуатація на пасажирських лініях. Ту-134 в різних модифікаціях поставлявся за кордон. В історію вітчизняного цивільного повітряного флоту він увійшов як найбільш масовий, виключно надійний і комфортабельний літак. Машина успішно експлуатувалася і в 21 столітті.
У 1964 році прийнятий на озброєння дальній надзвуковий безпілотний розвідник Ту-123 «Яструб», який став первістком у родині туполєвських безпілотних розвідувальних комплексів.

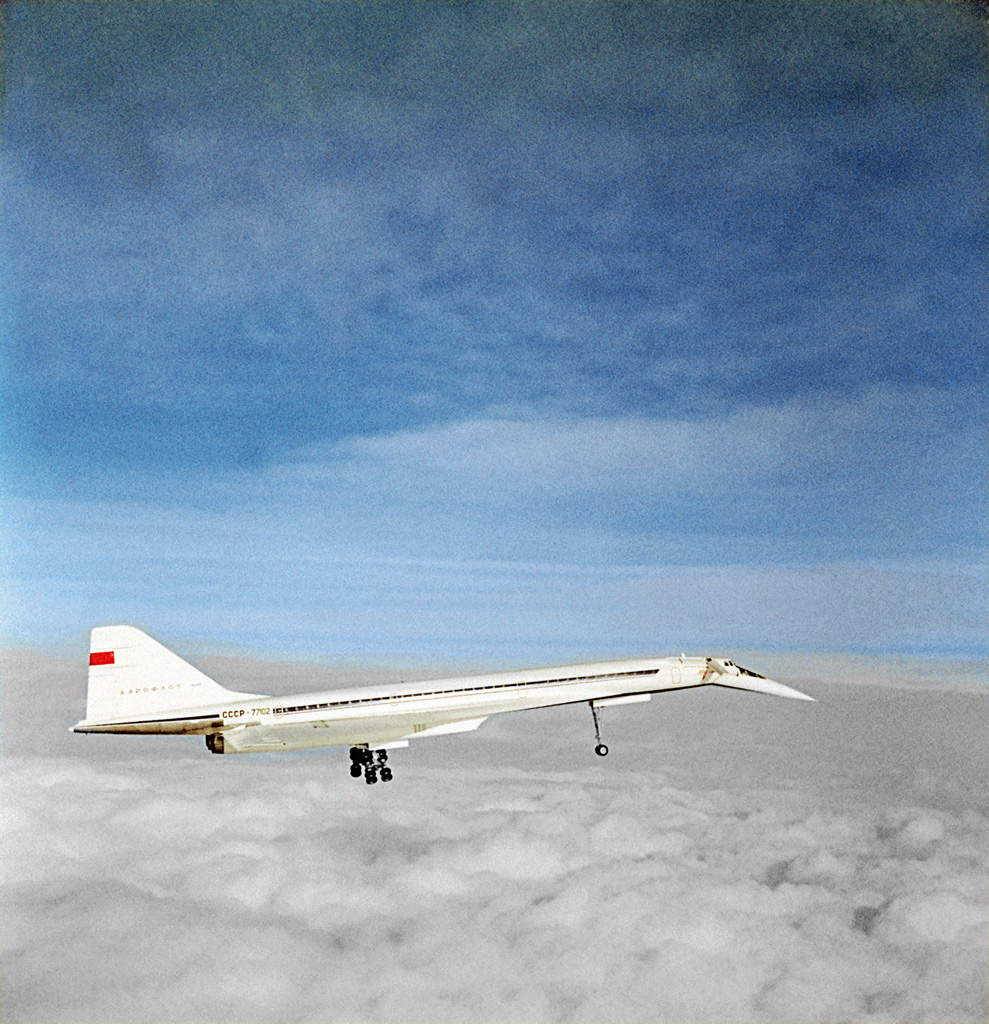
Ту-144 у випробувальному польоті

1960-ті роки в КБ пройшли під знаком розробки нового середньомагістрального пасажирського літака Ту-154, який в 1970-ті роки прийшов на зміну реактивним пасажирським літакам першого покоління, а також створення надзвукового пасажирського літака Ту-144.
Середньомагістральний Ту-154 став для КБ поворотним етапом в розробці сучасних пасажирських літаків. Вперше в практиці КБ проєктувався пасажирський літак, на якому були застосовані найсучасніші технології, в основі конструкції якого навіть віддалено не було військового прототипу. Це дозволило створити високоефективний пасажирський літак, економічні та експлуатаційні льотні характеристики якого були на рівні найкращих зарубіжних аналогів.
Ту-154 здійснив перший політ в 1968 році, а вже з початку 70-х років ці машини пішли в активну експлуатацію на лінії країни і на поставки за межі СРСР. Всього до кінця XX століття було побудовано понад 900 Ту-154 в декількох основних модифікаціях. Найбільшої досконалості, як тип, Ту-154 досяг в модифікації Ту-154М, в якій за рахунок впровадження нових, більш економічних двигунів і поліпшень в аеродинаміці, вдалося значно підвищити економічну ефективність літака. Досі літаки Ту-154 в різних варіантах продовжують працювати в Росії і за її межами.
Створення першого у світі надзвукового пасажирського літака Ту-144 почалося в 1963 році. Літак розроблявся на основі новітніх досягнень вітчизняної і світової авіаційної науки і техніки в області надзвукової аеродинаміки, силових установок, конструкції планера, літакових систем, систем управління і навігації. Наприкінці 1968 року Ту-144 здійснив перший політ. В ході відпрацювання програми вдалося отримати рекордну для такого класу машин аеродинамічну якість на надзвуку, а також вирішити комплекс проблем, пов'язаних з силовою установкою, системами та обладнанням. Унікальна машина, зважаючи на великий технічної складності і великих експлуатаційних витрат експлуатувалася дуже обмежено і була знята з пасажирських перевезень менш ніж через один рік. Надалі літаки використовувалися як вантажні, але значна частина польотів тривала в дослідницьких цілях, аж до 1999 року.
У 1967 році виходить постанова СМ СРСР про початок робіт з глибокої модернізації Ту-22, викликане принциповими недоліками літака. Величезний комплекс проведених робіт привів до створення в 1969 році досвідченого Ту-22М0 (ем-нуль), в 1971 році — дослідної серії Ту-22М1, а в 1976 році серійного літака Ту-22М2. З 1978 року побудований перший літак у подальшій модифікації Ту-22М3. З 1989 року Ту-22М3 приймається на озброєння. Поряд з Ту-16, літаки Ту-22М2 і М3 довгий час залишалися фактором стримування агресії, в першу чергу призначалися для відстеження та знищення авіаносних ударних груп НАТО, за що неофіційно мали прізвисько «вбивці авіаносців». Всього було побудовано більше 700 цих машин. І в 21 столітті ці літаки є на службі.

### 1970-ті роки
Після смерті А.М. Туполєва у 1972 році керівником підприємства (з 1966 року — ММЗ «Досвід») став його син Олексій Андрійович Туполєв.
В КБ тривали роботи по безпілотних розвідувальних комплексів нового покоління — були створені напівавтоматичні дистанційно пілотовані Ту-141 «Стриж» і Ту-143 «Рейс». Це були оперативні надзвукові безпілотні літаки-розвідники. Всього випущено понад 1000 таких комплексів.

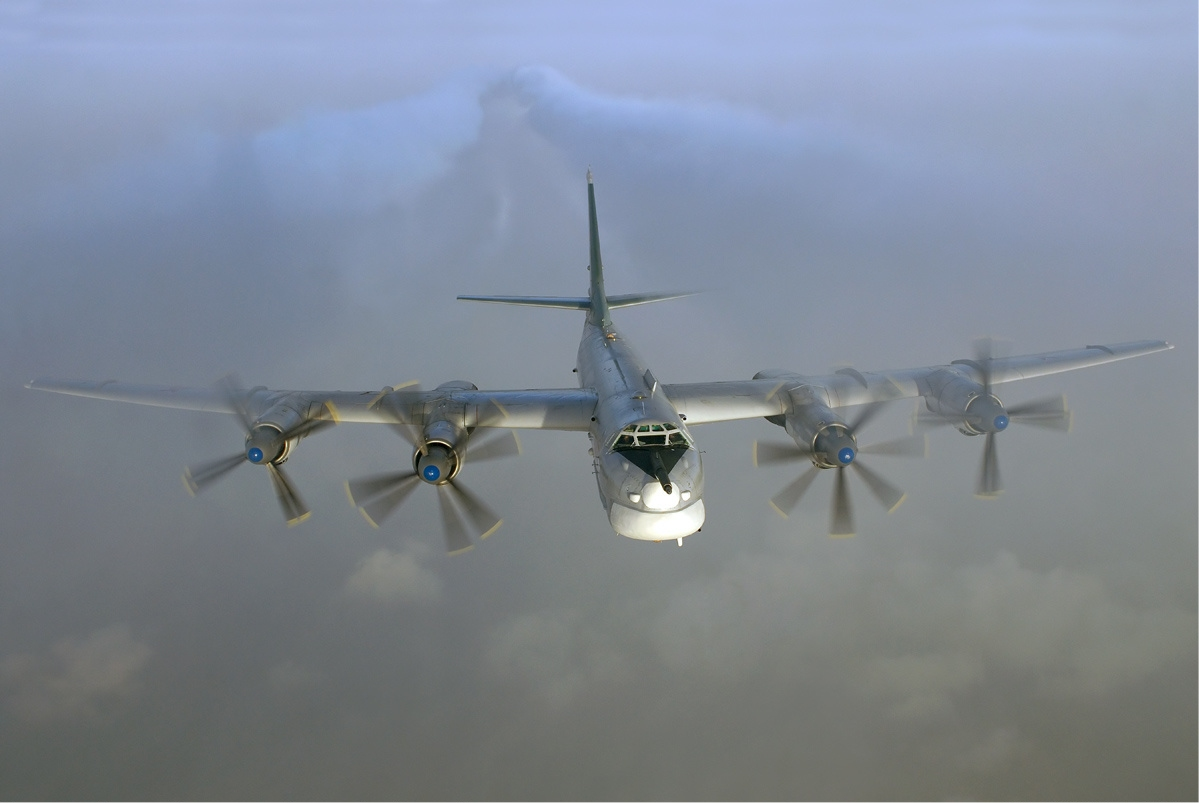
Стратегічний ракетоносій Ту-95МС

У відповідь на що проводилися в США роботи з модернізації бомбардувальників B-52 під нові типи ракетної зброї, в КБ приступили до створення нового стратегічного авіаційного носія на базі конструкції серійного протичовнового літака Ту-142М. В ході опрацювання проєкту було вирішено встановити у вантажовідсік багатопозиційну катапультну установку під розміщення крилатих ракет великої дальності. У новій конфігурації літак отримав позначення Ту-95МС. Від вихідного Ту-142М він відрізнявся, крім ракетного озброєння, новими навігаційними та радіотехнічними системами, що забезпечили точніше літаководіння та підготовку до пуску крилатих ракет. У 1979 році дослідний літак-ракетоносець почав проходити випробування.
Паралельно з роботами по дозвуковому Ту-95МС велася розробка багаторежимного стратегічного ракетоносця Ту-160. Це завдання було доручено КБ в 1974 році. Створення літака Ту-160 стало новим гігантським стрибком у всіх областях виробництва і технології вітчизняного авіабудування, який можна порівняти з науково-технічною революцією у важкому літакобудуванні. Освоєння в серійному виробництві цього унікального авіаційного комплексу вимагало залучення фахівців і вчених багатьох областей науки і техніки. В авіапромисловості була реалізована спеціальна цільова програма, в результаті якої вдалося забезпечити виробництво нових конструкційних матеріалів, заготовок і напівфабрикатів з високими механічними та ресурсними характеристиками, розробити нові технологічні процеси з обробки, зварювання та термообробки титану, виготовити спеціальні установки для зварювання та відпалу титанових конструкцій у вакуумі, розробити і виготовити нові високопродуктивні верстати для оснащення ними серійного виробництва.

### 1980-ті роки

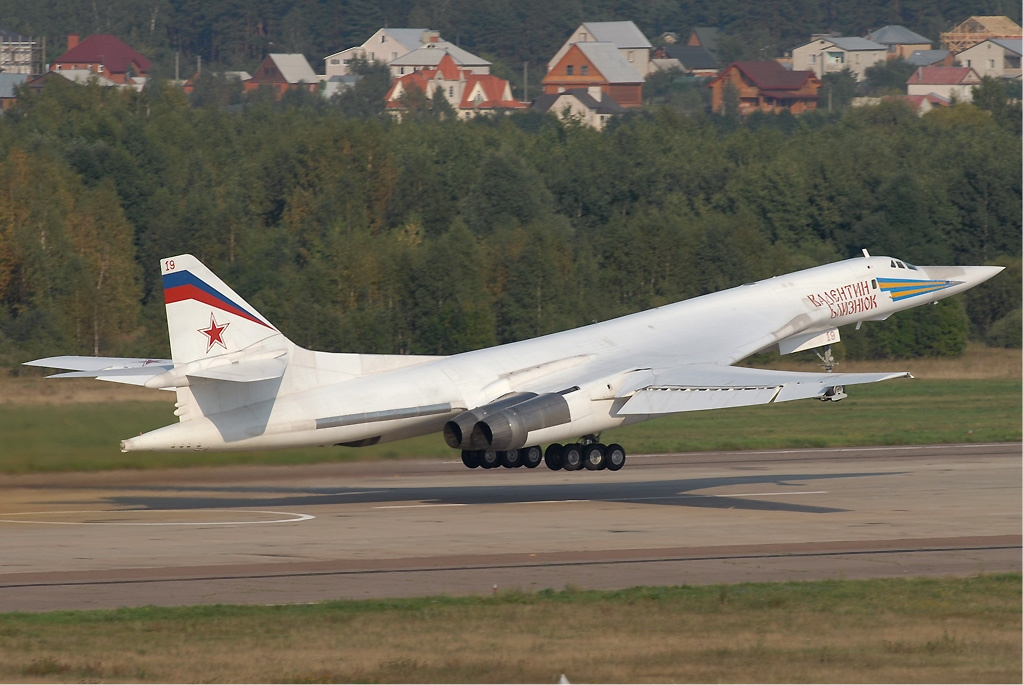
Багаторежимний стратегічний ракетоносій Ту-160

Перший льотний прототип Ту-160 здійснив перший політ 18 грудня 1981 року. У державних і спільних випробуваннях брали участь два досвідчених і чотири серійного літака. На завершальному етапі випробувань були встановлені кілька десятків світових рекордів в різних групах класифікації ФАІ для важких сухопутних літаків. Перші серійні машини надійшли в експлуатацію в квітні 1987 року.
Стратегічний комплекс Ту-160 в цей час є найпотужнішим у світі ударним авіаційним комплексом. Він входить у тріаду стратегічних ядерних сил і забезпечує виконання бойових завдань незалежно від метеоумов, часу доби і району як в глобальних, так і регіональних конфліктах.
КБ Туполєва стало піонером освоєння альтернативних видів палива — водню і зрідженого природного газу (СПГ). Випробування проводилися на дослідному літаку Ту-155, переробленому з серійного Ту-154Б. Літак оснастили силовою установкою, що складається з що працюючого на рідкому водні двигуна НК-88 та двох штатних ТРД. Перший політ на рідкому водні відбувся 15 квітня 1988 року. Після доопрацювання під скраплений природний газ Ту-155 здійснив свій черговий «перший політ» 18 січня 1989 року.
Ці польоти із застосуванням екологічно чистого палива були першими в світі. Експериментальні польоти Ту-155, включаючи демонстраційні польоти в Німеччину, Чехословаччину і Францію, показали можливість безпечної експлуатації літаків, використовують обидва види кріогенного палива (рідкого водню або СПГ). У цей же період в КБ почали опрацьовувати проєкти цивільних літаків на кріогенному паливі. Першим став Ту-156 — модифікація серійного Ту-154.
1982 року на колегії МАП за ініціативою міністра В. С. Силаєва було ухвалено рішення про створення дводвигунового середньомагістрального літака Ту-204. При створенні літака використовувалися новітні досягнення в області аеродинаміки, авіадвигунобудування і систем бортового обладнання, в тому числі з використанням бортових комп'ютерів. На літаку застосовані цифрова автоматична система штурвального керування польотом і інтегрований цифровий пілотажно-навігаційний комплекс з використанням кольорових багатофункціональних індикаторів. Конструкція літака розроблена на основі передових методів проєктування на базі скінченно-елементних моделей, з широким застосуванням новітніх металевих сплавів і неметалевих композиційних матеріалів, а також найбільш прогресивних технологічних процесів. При проєктуванні Ту-204 вперше широко використовували розроблену в КБ універсальну систему «Діана» для загального силового розрахунку конструкції методом кінцевих елементів. Сертифікували Систему і включили в галузевий фонд алгоритмів і програм. Вона виявилася настільки вдалою, що була придбана 87 організаціями, в тому числі 42 підприємствами аерокосмічної промисловості, включаючи ЦАГІ. 2 січня 1989 року досвідчений Ту-204 здійснив свій перший політ.

### 1990-ті роки
1 липня 1992 року вийшов Указ Президента Російської Федерації Бориса Єльцина про перетворення державних підприємств у акціонерні товариства. Це означало перехід до приватизації підприємств промисловості, що розірвало зв'язки між ними. У цей період часу КБ і досвідчений завод стали називатися Авіаційним науково-технічним комплексом імені А. Н. Туполєва (АНТК). Підприємство було зареєстровано як акціонерне товариство відкритого типу (АТВТ) «АНТК ім. А. Н. Туполєва». Після виходу Розпорядження уряду Російської Федерації від 30 грудня 1992 року була оформлена державна реєстрація відкритого акціонерного товариства «Авіаційний науково-технічний комплекс ім. А. Н. Туполєва» (ВАТ «АНТК ім. А. Н. Туполєва»). Генеральним директором був обраний Валентин Клімов.
У 1990-91 рр. у країні почалася економічна криза, і бюджетне фінансування авіапрому почало скорочуватися. До середини 90-х років авіаційна промисловість країни втратила більшої його частини. Практично всі підприємства галузі опинилися в дуже складному становищі. «Схлопнувшийся» ринок авіаперевезень і велика кількість залишилися від радянського «Аерофлоту» літаків практично до нуля знизили попит на нові цивільні літаки, а постачання військової продукції «АНТК ім. А. Н. Туполєва» на експорт була неможлива через її стратегічного призначення.
До 1997 року борги ВАТ «АНТК ім. А. Н. Туполєва» настільки зросли, що почався процес передачі в оренду будівель, що належать товариству, потім їх продаж, а також продаж обладнання. Влітку 1997 року на загальних зборах акціонерів Валентин Клімов і частина його соратників при виборах нового складу Ради директорів змушені були подати самовідвід, прийнятий зборами.
У квітні 1998 року Рада директорів обрав генеральним директором ВАТ «АНТК ім. А. Н. Туполєва» Василя Александрова. Разом з Александровим на ряд керівних посад компанії прийшли військові — співробітники інституту, яким він керував. Будівля досвідченого заводу (ЗОК), де побудували практично всі літаки для льотних і міцнісних випробувань, а також будівля ливарно-ковальського цеху і вакуумної лабораторії продали разом з територією під знесення і спорудження житлових будинків. Історично знаменита будівля КОСОС, де, по суті, починалося радянських літакобудування, було продано і перепродано.
На початку 1999 року Рада директорів згоди з низки урядових установ прийшов до рішення про необхідність утворення нового акціонерного товариства, що утворює фірму з КБ та серійним заводом, залишивши борги під заставу майна та частини обладнання за ВАТ «АНТК ім. А. Н. Туполєва». Було розроблено пропозицію про об'єднання творчої частини ВАТ «АНТК ім. А. Н. Туполєва» (основного розробника літаків) і авіабудівного заводу ЗАТ «Авіастар-СП» у вертикально інтегрований комплекс. 30 червня 1999 року вийшла Постанова уряду РФ про створення відкритого акціонерного товариства «Туполєв» з розробки, виробництва, продажу й супроводу в експлуатації літаків марки «Ту». Першим Президентом ВАТ «Туполєв» був обраний Олександр Поляков.
У травні 2012 року Віце-прем'єр Уряду РФ Дмитро Рогозін передав правоохоронним органам матеріали перевірки Росмайна, згідно з яким залишився за ВАТ «АНТК ім. А. Н. Туполєва» нерухоме і рухоме майно було незаконно приватизовано у 2001—2006 роках.
Незважаючи на складне економічне становище в галузі, в 1990-ті роки колективу КБ спільно з серійними заводами вдалося почати постачання в авіакомпанії пасажирського літака Ту-204-100, створити його вантажну модифікацію Ту-204С, а також літаки з двигунами Rolls-Royce — Ту-204-120 і Ту-204-120С. Був створений і почав випробування близькомагістральний літак Ту-334. В середині 1990-х років організовано виробництво літака Ту-214 на КАПО ім. С. П. Горбунова в Казані. Це вимагає великої роботи з підготовки виробництва та випуску окремого комплекту конструкторської документації. 21 березня 1996 року Ту-214 казанської складання здійснив перший політ.
КБ знаходило можливості для міжнародного співробітництва. Крім створення «англомовних» модифікацій Ту-204 воно вилилося в масштабну дослідницьку програму спільно з NASA і Boeing. Серійний Ту-144Д був перероблений в літаючу лабораторію Ту-144ЛЛ для досліджень в області високошвидкісних комерційних польотів. Ця робота вимагала встановлення великої кількості датчиків і контрольно-записувальної апаратури, а також значних змін в конструкції і системах літака в зв'язку з заміною штатних двигунів РД-36-51А на ПК-321. У 1999 році програма польотів була успішно завершена.
Одночасно велася робота над проєктами пасажирського літака Ту-324 і вантажного літака середнього класу Ту-330. З різних причин проєкти Ту-324 і Ту-330 не мали подальшого розвитку, проте робота над ними дозволила отримати досвід застосування сучасних інформаційних технологій для створення літаків. При роботі над Ту-324 вперше в Росії був створений електронний макет літака на основі PDM технологій.

## Поточна робота
У відповідності з Указом Президента РФ від 20 лютого 2006 року ВАТ «Туполєв» увійшло до складу Об'єднаної авіабудівної корпорації (ВАТ «ОАК»), а в 2009 році президентом ВАТ «Туполєв» був обраний Олександр Бобришев.
До кінця 2000-х років компанія розгорнула програму створення спеціальних літаків на базі Ту-204/214.
Першим таким літаком став Ту-214СР — літак-ретранслятор для Спеціального льотного загону «Росія» Управління справами Президента Російської Федерації. Перший літаків цієї модифікації піднявся в небо 27 квітня 2008 року. У 2009 році, після проведення додаткових сертифікаційних випробувань, обидва замовлених літака були передані в експлуатацію. У 2012 році УСП РФ замовило ще три таких літака.
Для перевезення перших осіб держави розроблений Ту-214ПУ (пункт управління). Перший з двох замовлених літаків злетів 12 травня 2010 року. Також для потреб СЛОВОМ «Росія» створено два літака-вузла зв'язку Ту-214СУС і два літака Ту-204-300 з салоном підвищеної комфортності. У загальній складності в експлуатації в СЛО «Росія» знаходиться 12 літаків сімейства Ту-204/214.
В інтересах Міністерства оборони розроблені літак радіотехнічної та оптико-електронної розвідки Ту-214Р і Ту-214ОН для виконання спостережних польотів в рамках Договору з відкритого неба. Перші літаки цих модифікацій приступили до випробувальних польотів.

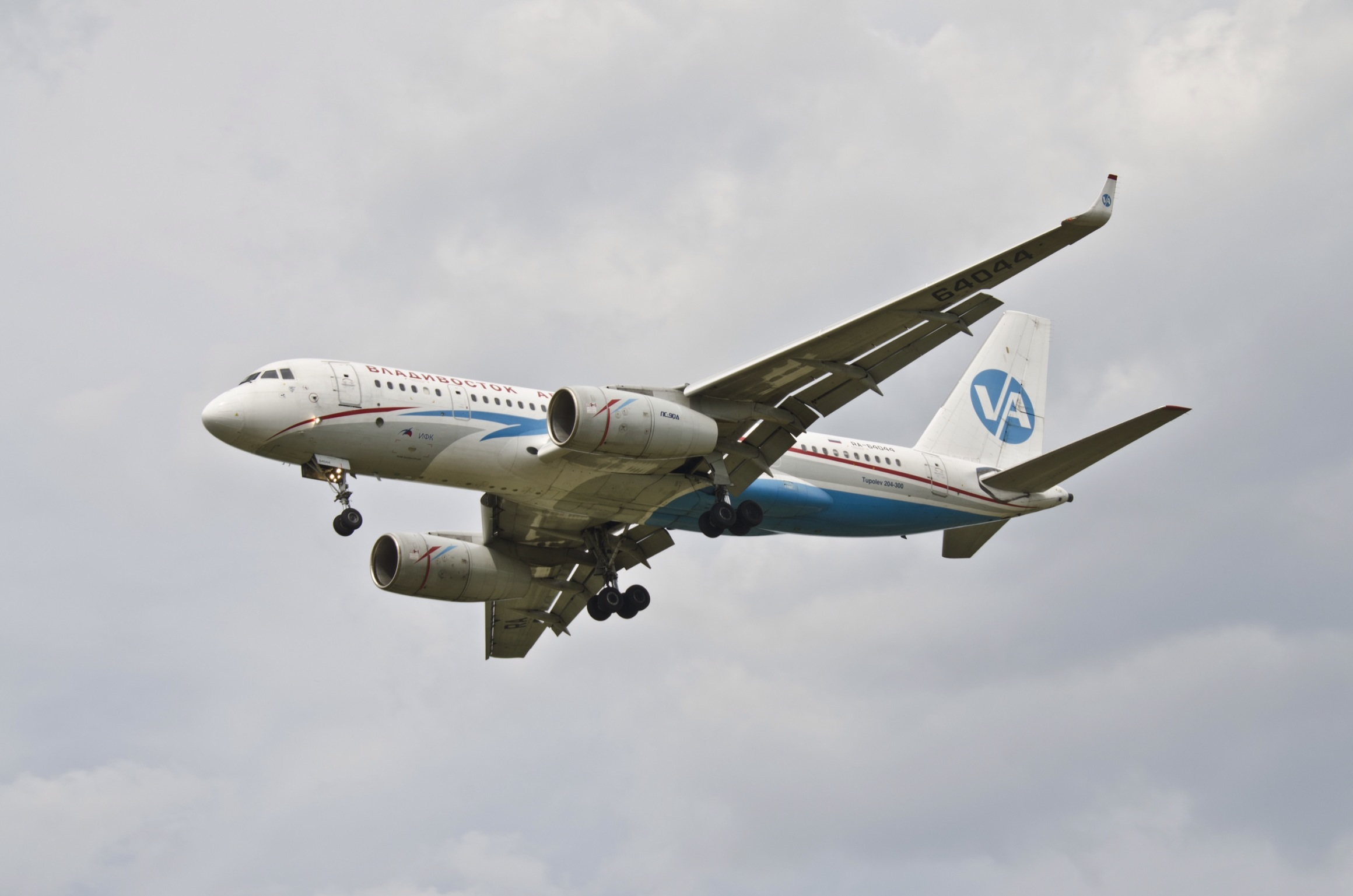
Ту-204-300

Подальшим розвитком сімейства Ту-204/214 стало створення глибоко модернізованого літака Ту-204СМ. Оновлений комплекс бортового обладнання дозволив скоротити екіпаж до двох осіб, а ряд нових технічних рішень і конструктивних поліпшень дозволив знизити експлуатаційні витрати порівняно з базовим літаком. 29 грудня 2010 року піднявся в небо перший Ту-204СМ, а у серпні 2011 року до програми сертифікаційних випробувань підключився другий літак.
Таким чином, на початок 2013 року на випробуваннях одночасно знаходяться декілька літаків різних модифікацій. Роботи з проведення випробувань і сертифікації виконуються в Жуковському фахівцями ЖЛИиДБ ВАТ «Туполєв» і центрального КБ.
У рамках державного оборонного замовлення виконується ремонт і сервісне обслуговування, що перебувають на озброєнні Ту-22М3, Ту-95МС і Ту-160. У найближчі роки очікується глибока модернізація цих комплексів до модифікацій Ту-22М3М, Ту-95МСМ і Ту-160М. Повної модернізації повинні піддатися прицільно-навігаційний і радіоелектронне обладнання, а також повинна бути розширена номенклатура озброєння.
З 2012 року компанія веде розробку агрегатів механізації та органів управління літака МС-21-300. Механізація крила, рулі висоти і напрямку, а також панелі хвостової частини крила нового літака повинні бути виготовлені з полімерних композиційних матеріалів (ПКМ).
Наприкінці 2011 року ПАТ «Туполєв» приступило до технічного переозброєння, метою якого є значне підвищення ефективності робіт на всіх етапах життєвого циклу продукції. У центральному КБ і філіях нарощуються обчислювальні потужності серверів і комп'ютерів для розгортання систем конструювання і віртуального прототипування. Планується, що проведені заходи будуть сприяти підвищенню якості роботи з авіакомпаніями, в тому числі вдосконалення системи підтримання льотної придатності.
У рамках реструктуризації Об'єднаної авіабудівної корпорації ухвалено рішення про об'єднання ВАТ «Туполєв» і ВАТ «КАПО імені С. П. Горбунова» у вертикально-інтегрований комплекс. Що почалося в 2013 році об'єднання повинно забезпечити більш ефективне взаємодія підприємств у галузі стратегічної та спеціальної авіації.

## Філіали
- Жуковська льотно-випробувальна і доводочная база ВАТ «Туполєв» (ЖЛИиДБ)
- Ульяновський філія конструкторського бюро ВАТ «Туполєв» (УФКБ)
- Самарський філія конструкторського бюро ВАТ «Туполєв» (СФКБ)
- Казанський авіаційний завод — Філія ВАТ «Туполєв» (КАЗ їм С. П. Горбунова)

## Нагороди
Колектив КБ удостоєний високих державних нагород та подяк:
- 1927 рік — Орден Трудового Червоного Прапора РРФСР за роботи в області аеродинаміки, досягнення при будівництві аеросаней, вітро-силових установок, глісерів, за випробування авіаційних матеріалів, побудова бойових і пасажирських металевих літаків: 35 л. с. під мотор в 100 л. с., типу «Розвідник» в 420 к. с., бомбовоза за спецзаданию.
- 1927 рік — Орден Трудового Червоного Прапора за організацію серійного виробництва металевих бойових машин для повітряного флоту. За серйозні наукові напрацювання та успіхи на господарському фронті.
- 1933 рік — Орден Червоного Прапора за виняткові технічні досягнення, хорошу організацію науково-дослідних робіт в області аеродинаміки, гідродинаміки, міцності авіаційних конструкцій, за створення та впровадження в серійне виробництво на заводах СРСР ряду нових типів спеціальних пасажирських металевих літаків, що сприяло зміцненню технічної могутності СРСР і обороноздатності країни.
- 1947 рік — Орден Леніна за видатні заслуги в розвитку вітчизняної авіації, у зв'язку з двадцятип'ятиріччям існування.
- 1971 рік — Орден Жовтневої Революції за успішне виконання п'ятирічного плану та організацію виробництва нової техніки.
- 1972 рік — Орден Леніна за великі заслуги у створенні авіаційної техніки та підготовку конструкторських кадрів з літакобудування.
- 2007 та 2012 роки — за великий внесок у розвиток авіаційної промисловості колектив ВАТ «Туполєв» отримував Подяки Президента Російської Федерації.

## Генеральні конструктори
- 1956—1972 —Андрій Миколайович Туполєв
- 1973—2001 —Олексій Андрійович Туполєв
- 2001—2011 —Ігор Сергійович Шевчук

## Літаки КБ Туполєва
*АНТ розшифровується як:Андрій Миколайович Туполєв,рос. Андрей Николаевич Туполев
| Назва              | фотографія | опис                                                     | створення            | перший політ       | початок експлуатації              | статус                                                 | кількість побудовано           |
| ------------------ | ---------- | -------------------------------------------------------- | -------------------- | ------------------ | --------------------------------- | ------------------------------------------------------ | ------------------------------ |
| АНТ-1              |            | Легкий літак                                             | 1922                 | 1923               | Не був прийнятий                  | Останній екземпляр знищено в 1937 р. в зборчому цеху.  | 1 шт.                          |
| АНТ-2              |            | Експериментальний літак                                  | 1924                 | 1924               | 1924                              | Не використовується                                    | 5 шт.                          |
| АНТ-3              |            | Розвідник                                                | 1924                 | 1925               | 1929                              | Знятий з експлуатації                                  | 103 шт.                        |
| АНТ-4(ТБ-1)        |            | Бомбардувальник-торпедоносець                            | 1924                 | 1925               | 1929                              | Знятий з експлуатації                                  | 215 шт.                        |
| АНТ-5 (І-4)        |            | Винищувач                                                | 1925                 | 1927               | 1930                              | Знятий з експлуатації                                  | 177 шт.(+2 прототипи)          |
| АНТ-6(ТБ-3)        |            | Важкий Бомбардувальник                                   | 1925                 | 1930               | 1932                              | Знятий з експлуатації                                  | 818 шт.                        |
| АНТ-7(Р-6)         |            | Багатоцільовий літак                                     | 1920-ті              | 1930               | 1931                              | Не експлуатується                                      | 406 шт.                        |
| АНТ-8(МДР-2)       |            | Дальній морський розвідник(від цього і МДР)              | Початок 1920-х років | 1931               | 1931                              | Не експлуатується                                      | 1 шт.                          |
| АНТ-9 (ПС-9)       |            | Пасажирський літак                                       | Кінець 1920-х        | 1929               | 1931                              | знятий з експлуатації                                  | 75 шт.                         |
| АНТ-10 (Р-7)       |            | Розвідник-Бомбардувальник                                | 1928                 | 1930               | Не прийнятий в експлуатацію       | Не прийнятий в експлуатацію                            | 1 шт.                          |
| АНТ-11             |            | Важкий бомбардувальник-торпедоносець                     | 1929                 | Початок 1930-х     | Не було прийнято                  | Не доведений до розумних меж                           | 1 шт.(напів зібраний прототип) |
| АНТ-14             |            | Пасажирський літак                                       | 1930                 | 1931               | 1931                              | Не експлуатується                                      | 1 шт.                          |
| АНТ-16(ТБ-4)       |            | Важкий бомбардувальник                                   | 1929                 | 1933               | Експлуатувався кілька днів        | Не експлуатується                                      | 1 шт.                          |
| АНТ-17(ТШ-Б,ТШ-1)  |            | Штурмовик                                                | 1929                 | Не був побудований | Не був побудований                | Не був побудований                                     | Не був побудований             |
| АНТ-20             |            | Багатоцільовий літак                                     | 1932                 | 1934               | 1934                              | Знятий з експлуатації                                  | 2 шт.                          |
| АНТ-21(Мі-3)       |            | Важкий винищувач                                         | 1932                 | 1933               | 1933                              | Знятий з експлуатації                                  | 2 шт.                          |
| АНТ-22 (МК-1)      |            | Розвідувальний літаючий човен                            | Кінець 1920-х        | 1934               | Не прийнятий воєнним керівництвом | Не експлуатується                                      | 1 шт.                          |
| АНТ-23(І-12)       |            | Винищувач                                                | 1929                 | 1931               | Не експлуатувався                 | Не експлуатувався                                      | 1 шт.                          |
| АНТ-25 (РД)        |            | Багатоцільовий рекордний літак                           | 1931                 | 1933               | 1933                              | Не експлуатується                                      | 3 шт.                          |
| АНТ-26(ТБ-6)       |            | Важкий бомбардувальник                                   | 1931                 | Проєкт зачинено    | Ніколи                            | Проєкт зачинено                                        | Не було випущено               |
| АНТ-27(МДР-4)      |            | Морський дальній бомбардувальник                         | 1933                 | 1934               | 1936                              | Не експлуатується                                      | 16 шт.                         |
| АНТ-29 (ДВГ-1)     |            | Дальній гарматний винищувач                              | кінець 1920-х        | [1935]             | Не прийнятий на озброєння         | Не прийнятий на озброєння                              | 1 шт.                          |
| АНТ-30             |            | 1930-ті                                                  | Не був випущений     | Не був випущений   | Не був випущений                  | Не був випущений                                       | Не був випущений               |
| АНТ-31(І-14)       |            | "Швидкісний" винищувач                                   | 1929                 | 1933               | 1937                              | Знятий з експлуатації                                  | 22 шт.(+2 прототипи)           |
| АНТ-35 (ПС-35)     |            | Швидкісний пасажирський літак                            | Середина 1930-х      | 1936               | 1937                              | Знятий з експлуатації                                  | 11 шт.                         |
| АНТ-36 (ДБ-1)      |            | Дальній бомбардувальник                                  | В кінці 1930-х       | 1935               | 1935                              | Знятий з експлуатації                                  | 18 шт.                         |
| АНТ-37 (ДБ-2)      |            | Дальній бомбардувальник                                  | 1934                 | 1935               | Не було прийнято                  | Не було прийнято                                       | 6 шт.                          |
| АНТ-40             |            | Швидкісний,фронтовий бомбардувальник                     | Початок 1930-х       | 1934               | 1936                              | Не експлуатується                                      | 6616 шт.                       |
| АНТ-42 (Пе-8,ТБ-7) |            | Важкий бомбардувальник                                   | 1930                 | 1936               | 1940                              | Знятий з експлуатації                                  | 93 шт.                         |
| АНТ-43             |            | Пасажирський літак                                       | 1934                 | Не відбувся        | Не прийнятий                      | Проєкт зачинено                                        | 1 недобудований                |
| АНТ-44 (МТБ-2)     |            | Морський Важкий Бомбардувальник                          | 1934                 | 1937               | 1941                              | Не експлуатується                                      | 1 шт.                          |
| АНТ-46 (ДВ-8)      |            | Важкий винищувач                                         | 1934                 | 1935               | Не прийнятий на озброєння         | Не прийнятий на озброєння                              | 1 шт.                          |
| АНТ-51 (Су-2,ББ-1) |            | Ближній розвідник,швидкісний легкий бомбардувальник      | 1936                 | 1937               | 1941                              | Не експлуатується                                      | 893 шт.                        |
| АНТ-53             |            | Пасажирський літак                                       | 1936                 | Не було побудовано | Не було побудовано                | Не було побудовано                                     | Не було побудовано             |
| Ту-4               |            | поршневий радянський бомбардувальник                     | 1945                 | 19 травня 1947     | 1949                              | знятий з виробництва, не експлуатується                | 1296 шт.                       |
| Ту-14              |            | радянський реактивний бомбардувальник торпедоносець      | 1947                 | 1947               | 1951                              | знати й з виробництва і з озброєння                    | ~150 шт.                       |
| Ту-16              |            | Радянський важкий реактивний двомоторний бомбардувальник | 1940-ті              | 27 квітня 1952     | 1954                              | знятий з озброєння і з виробництва                     | 1507 шт.                       |
| Ту-22              |            | надзвуковий стратегічний бомбардувальник                 | 1950-ті              | 21 червня 1958     | 1962                              | різні модифікації стоять на озброєнні, і у виробництві | 311 шт.                        |
| Ту-95              |            | стратегічний бомбардувальник-ракетоносець                | 1950-ті              | 12 листопада 1952  | 1956                              | на озброєнні, у виробництві                            | 212 шт.                        |
| Ту-104             |            | перший радянський турбореактивний пасажирський літак     | 1950-ті              | 17 червня 1955     | 15 вересня 1956                   | не використовується                                    | 202 шт.                        |
| Ту-114             |            | турбогвинтовий далекомагістральний пасажирський літак    | 1955                 | 15 листопада 1957  | 24 квітня 1961                    | знятий з виробництва, не експлуатується                | 33 шт.                         |
| Ту-123             |            | надзвуковий дальній літак розвідник                      | 1960                 | 1961               | 23 травня 1964                    | знятий з виробництва, не експлуатується                | 52 шт.                         |
| Ту-124             |            | пасажирський літак                                       | 1950-ті              | 29 березня 1960    | 1960                              | знятий з виробництва, не експлуатується                | 166 шт.                        |
| Ту-126             |            | літак радіолокаційного стеження і виявлення цілей        | 1950- ті             | 1962               | 1965                              | знятий з виробництва, не експлуатується                | 9 шт.                          |
| Ту-134             |            | пасажирський літак малої та середньої дальності          | 1960-ті              | 29 липня 1963      | 1967                              | знятий з виробництва, експлуатується                   | 854 шт.                        |
| Ту-141             |            | безпілотний літак розвідник                              | 1970-ті              | 6 жовтня 1974      | 1979                              | експлуатується                                         | 152 шт.                        |
| Ту-142             |            | дальній протичовновий літак                              | 1963-1972            | 18 червня 1968     | 1972                              | у виробництві, експлуатується                          | ~100 шт.                       |
| Ту-143             |            | безпілотний літак розвідник                              | 1960-ті              | грудень 1970       | 1982                              | експлуатується                                         | 950 шт.                        |
| Ту-144             | Ту-144ЛЛ   | перший У світі надзвуковий пасажирський літак            | 1960-ті              | 31 грудня 1968     | 1 листопада 1977                  | знятий з виробництва                                   | 20 шт.(+1 недобудований)       |
| Ту-154             |            | реактивний пасажирський літак середньої дальності        | 1960-ті              | 3 жовтня 1968      | 1972                              | експлуатується                                         | 1026 шт.                       |
| Ту-155             |            | експериментальний літак на кріогенному паливі            | 1980-ті              | 15 квітня 1988     |                                   | програма заморожена                                    | 1 шт.                          |
| Ту-156             |            | вантажопасажирський літак                                | 1998                 |                    |                                   | програма заморожена                                    | Не було побудовано             |
| Ту-160             |            | надзвуковий стратегічний бомбардувальник ракетоносець    | 1960-тіー1980-ті     | 18 грудня 1981     | 23 квітня 1987                    | У виробництві                                          | 35 шт.(+8 прототипів)          |

## Керівники
- 1922—1972 — Андрій Миколайович Туполєв
- 1973—1992 — Олексій Андрійович Туполєв (Генеральний конструктор)
- 1992—1992 — Валентин Тихонович Клімов (Генеральний директор АТВТ «АНТК ім. А. Н. Туполєва»)
- 1992—1997 — Валентин Тихонович Клімов (Генеральний директор ВАТ «АНТК ім. А. Н. Туполєва»)
- 1998—1999 — Василь Єгорович Алєксандров (Генеральний директор ВАТ «АНТК ім. А. Н. Туполєва»)
- 1999—2001 — Олександр Петрович Поляков (Президент ВАТ «Туполєв»)
- 2001—2009 — Ігор Сергійович Шевчук (Президент — Генеральний конструктор ВАТ «Туполєв»)
- 2009—2013 — Олександр Петрович Бобришев (Президент ВАТ «Туполєв»)
- 2013—2014 — Олександр Петрович Бобришев (Генеральний директор ВАТ «Туполєв»)
- з 2014 — Микола Володимирович Савіцкіх (Генеральний директор ПАТ «Туполєв»)